# Zorana Danis
Zorana Danis (Belgrad, Sèrbia, 1963) és una empresària belga d'origen macedoni resident als Estats Units. També és coneguda com a Zorana Vidinic, que era el seu nom de soltera. Va obtenir la ciutadania belga i el cognom Danis pel seu casament amb el dirigent empresarial Jean-Louis Danis. A finals dels anys vuitanta va ser cofundadora i presidenta de l'empresa de màrqueting esportiu International Soccer Marketing Inc. (ISM), inscrita a Delaware i amb seu a l'estat de Nova Jersey. ISM era l'empresa que durant més de quinze anys va tenir en exclusiva la comercialització dels drets de màrqueting de la Copa Libertadores que organitzava la Confederació Sud-americana de Futbol (CONMEBOL).
A finals de 2015, el Departament de Justícia dels Estats Units va fer pública la implicació de Zorana Danis en el conegut com a Cas Fifagate i es va saber que s'havia declarat prèviament culpable d'haver pagat suborns. A l'espera de sentència, va pactar col·laborar amb la fiscalia i restituir dos milions de dòlars.

## Trajectòria
Zorana Danis va viure a diferents països durant la seva infància i adolescència. El seu pare, que era l'exfutbolista internacional Blagoge Vidinic, va jugar de porter a les lligues de Iugoslàvia, Suïssa i els Estats Units i, després de la seva retirada, va ser el director tècnic de les seleccions del Marroc, Zaire i Colòmbia.
El temps que Zorana Danis va viure a Colòmbia (1976-1979) és la raó per la qual moltes fonts s'hi refereixen erròniament com a empresària colombiana. Va ser companya d'estudis i amiga de María Clemencia Pérez, la colombiana que seria la segona esposa del president de la CONMEBOL, el paraguaià Nicolás Leoz.
Zorana Danis es va graduar a Georgetown i, l'any 1989, va cofundar amb el seu pare l'empresa ISM per dedicar-se al màrqueting esportiu. El seu pare havia treballat a la multinacional Adidas i tenia relació d'amistat amb Horst Dassler, el fundador de l'empresa International Sport and Leisure, que durant els anys noranta va dominar el mercat mundial del patrocini esportiu.
El 1996, ISM va aconseguir que Nicolás Leoz, aleshores president de la CONMEBOL, li adjudiqués en exclusiva la comercialització dels drets de patrocini de la Copa Libertadores. Aquesta exclusivitat, que va durar fins al 2012, hauria estat a canvi de pagar-li suborns i comissions a diferents comptes bancaris secrets que Leoz tenia a Brasil, Paraguai i Suïssa.

## Fifagate
El desembre de 2015, quan la justícia estatunidenca va fer pública la segona gran relació d'acusats en el Cas Fifagate, es va conèixer que Zorana Danis, uns mesos abans, s'havia declarat culpable de diversos delictes de corrupció i havia pactat col·laborar amb la fiscalia i a restituir dos milions de dòlars.
Segons la fiscalia, entre 1997 i 2012, ISM hauria signat importants acords amb diverses multinacionals com ara Toyota, Grupo Santander o Bridgestone, per a patrocinar la Copa Libertadores, i com hauria realitzat quantitats considerables de pagaments en suborns i comissions a diversos comptes del president de la CONMEBOL, Nicolás Leoz.
Zorana Danis sempre va negar haver tingut cap conducta irregular i va reiterar que tots els contractes s'havien obtingut lícitament.
L'octubre de 2016, la CONMEBOL va iniciar accions legals davant la justícia dels Estats Units per exigir l'acabament de la seva relació contractual amb ISM i la recuperació de més de divuit milions de dòlars en comissions pagades durant gairebé dues dècades.
La sentència definitiva per a Zorana Danis estava programada pel 4 de juny de 2019 però, a petició de la seva defensa, va ser ajornada fins al desembre de 2019, després fins al 2 de juny de 2020 i, posteriorment, al 2 de desembre de 2020.